# دونالد راي ماثيوز
دونالد راي ماثيوز (بالإنجليزية: Donald Ray Matthews)‏ هو سياسي أمريكي، ولد في 3 أكتوبر 1907 في الولايات المتحدة، وتوفي بنفس المكان في 26 أكتوبر 1997. حزبياً، نشط في الحزب الديمقراطي. انتخب عضو مجلس النواب الأمريكي.